# Epilobium blinii
Epilobium blinii är en dunörtsväxtart som beskrevs av Leveille. Epilobium blinii ingår i släktet dunörter, och familjen dunörtsväxter. Inga underarter finns listade i Catalogue of Life.